# Гурники (Люблинское воеводство)
Гурники (пол. Górniki) — деревня в Билгорайском повете Люблинского воеводства Польши. Входит в состав гмины Юзефув. По данным переписи 2011 года, в деревне проживало 337 человек.

## География
Деревня расположена на юго-востоке Польши, в пределах центральной части Расточья, вблизи регионального ландшафтного парка «Сольская Пуща», на расстоянии приблизительно 28 километров к востоку от города Билгорай, административного центра повета. Абсолютная высота — 312 метров над уровнем моря. К югу от населённого пункта проходит региональная автодорога 853, к северу — региональная автодорога 849.

## История
В период с 1975 по 1998 годы деревня входила в состав Замойского воеводства. До 2007 года носила название Нове-Гурники.

## Население
Демографическая структура по состоянию на 31 марта 2011 года:
|         | Всего | До трудоспособного возраста | Трудоспособного возраста | Старше трудоспособного возраста |
| ------- | ----- | --------------------------- | ------------------------ | ------------------------------- |
| Мужчины | 182   | 41                          | 113                      | 28                              |
| Женщины | 155   | 36                          | 72                       | 47                              |
| Всего   | 337   | 77                          | 185                      | 75                              |